# Colonia Del Valle (Mexico)
Colonia Del Valle est un quartier situé dans le arrondissement Benito Juárez, au centre-sud de Mexico. Fondé comme quartier de loisirs aristocratique à l'époque du Porfiriat, il témoigne des différentes transformations de la capitale selon les époques.
Son vestige le plus ancien remonte au XVIe siècle, dans le village de San Lorenzo Xochimanca. Après un développement progressif, elle connaît à la fin du XIXe siècle une réorganisation structurelle qui s'accélère avec le partage du territoire au profit des élites de l'époque. La Révolution mexicaine apporté des changements importants au cours du XXe siècle, il se distingue par une infrastructure importante de communications, de transports et de services urbains de touts les types. Composé d'un grand nombre de parcs, grandes rues et espaces verts, de grands magasins, d'hôpitaux et de monuments. Cette zone est considérée comme l'un des quartiers les plus prestigieux de la ville.

## Toponyme, limites et communication

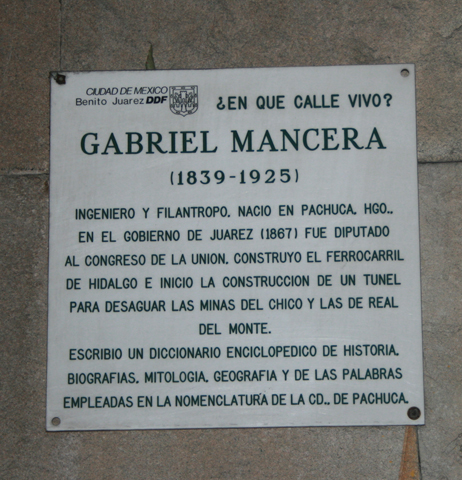
Plaque avec description de l'origine de Avenida Gabriel Macera.

Colonia Del Valle est un nom de lieu adopté par les habitants de la ville, par son prédécesseur, la société "Colonia Del Valle, S.A.". À partir du début du XXe siècle, résultat de l'urbanisation et de la division d'anciens ranchs de la région, son nom provient des vergers et des champs de la place.
La nomenclature des rues peut être trouvée dans plusieurs catégories. Certains d'entre eux sont des philanthropes, des fruits, des villes et des comtés d'Amérique et des animaux.

### Périmètre
La partie du nord du Viaducto Río Piedad (es) au Circuito Interior Rio Mixcoac (es), au sud; et de l’est, du Eje 1 Poniente Avenida Cuauhtémoc (es), à l’ouest de l’Avenida de los Insurgentes (es) de manière ininterrompue. Celui-ci comprend les quartiers suivants: Del Valle Norte, Centro y Sur, Insurgentes San Borja, Narvarte Poniente, le président du centre urbain Miguel Alemán, Actipan, Acaceas, Santa Cruz Atoyac et Xoco.

## Historique

### Au temps préhispaniques et vice-royauté

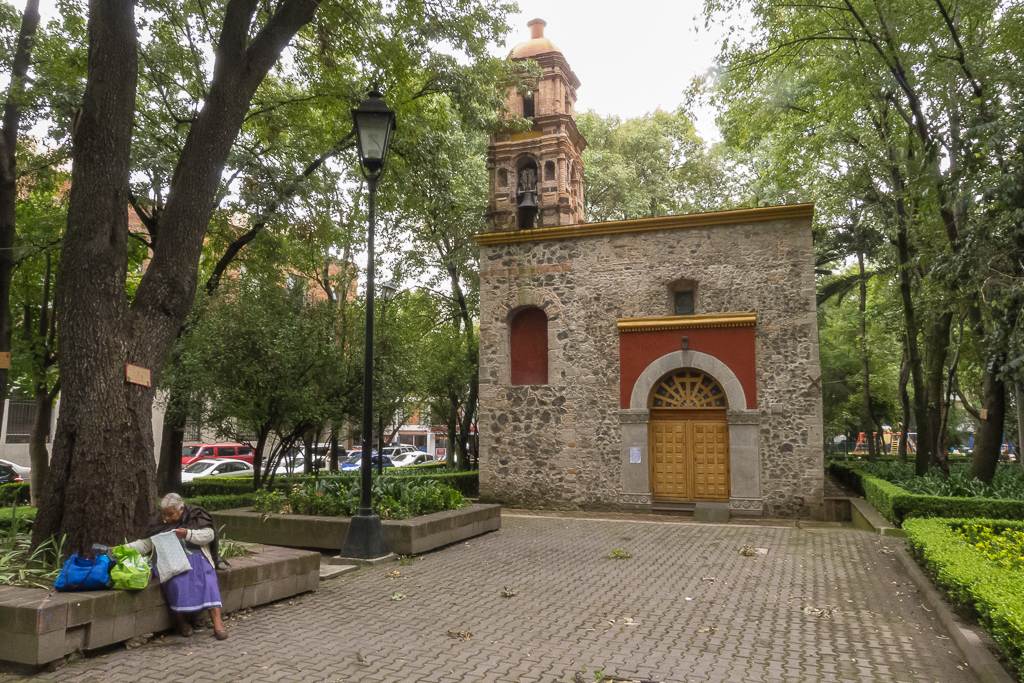
Église de San Lorenzo Mártir, bâtiment de l'époque coloniale, XVIe siècle.

Dans la région où se trouve aujourd'hui Colonia Del Valle, il y a des villes qui remontent à l'époque de la conquête de la Vallée de Mexico par les Espagnols. Les exemples de ces peuples autochtones sont, entre autres, San Lorenzo Xochimanca (es) et Tlacoquemécatl, qui à leur tour ont été convertis en haciendas et qui préservent à ce jour certains éléments de leur identité historique, prédécesseur de l'actuel Colonia Del Valle, carte de la municipalité de Tacubaya (es), XVIe siècle.
Au XVIe siècle, dans les premières années de la colonie, la région devint une partie du Corregimiento de Coyoacán, l'un des différents territoires concédés à Hernán Cortés dans le cadre du Marquesado de Oaxaca et qui s'étendait à ce qui existe aujourd'hui.
Le précédent de l'intégration territoriale de la région s'est produit dans la deuxième partie du XVIIe siècle, lorsque la Compagnie de Jésus a commencé à acquérir des terres pour former en 1683 la Hacienda de San Borja. En 1767, ce qui découle de cette descendance momentanée se situe dans le long XIXe siècle, dans des terres où successivement se succèdent des mains du particulier.

### Fin duXIXesiècle, fractionnement de la région et Porfiriato

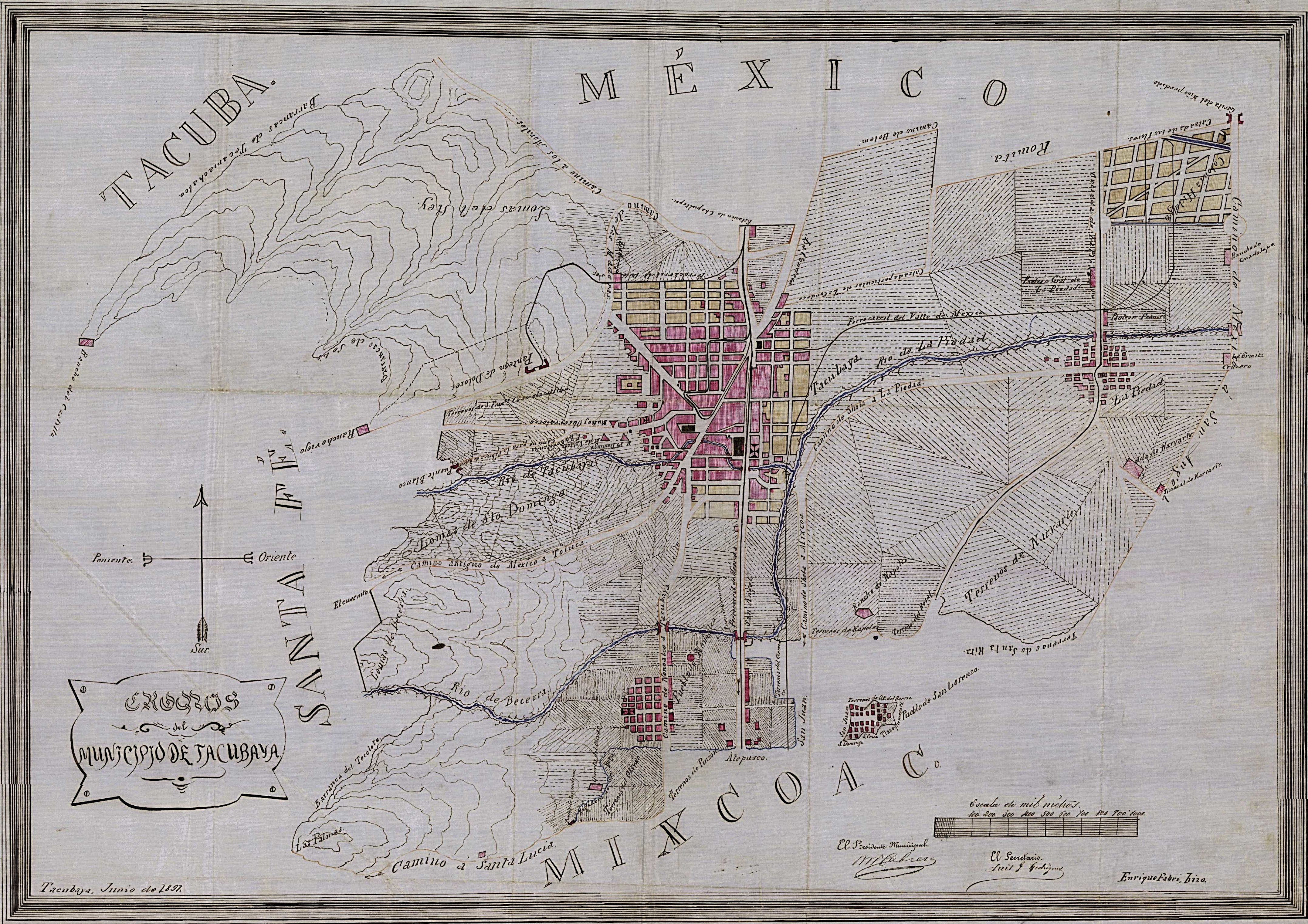
Village de San Lorenzo Xochimanca (es)

Ce n'est qu'au début du XXe siècle que l'urbanisation de cette partie de la ville de Mexico a commencé à avoir lieu. La société 'Colonia Del Valle, S.A.' a été créée en 1908 dans le but de scinder divers ranchs et haciendas: Colorado de Naples, Los Amores, Santa Rita, Colonia Rural Santa Cruz, entre autres. Bien que traversant le tramway qui reliait Mexico à Coyoacán, la colonie connut un développement lent jusqu'en 1920, année où l'Avenida de los Insurgentes fut agrandie et pavée. construire d'immenses demeures. Ce développement marquerait une nouvelle étape dans le développement de la région, qui s’est ajouté à la construction de monuments et au développement d’espaces verts, comme dans le cas de l’actuel Parque Hundido (es), dans la région des quartiers voisins Noche Buena et Extremadura Insurgentes, qui est situé dans ce qui était autrefois une briqueterie.

### XXesiècle, consolidation et réorganisation

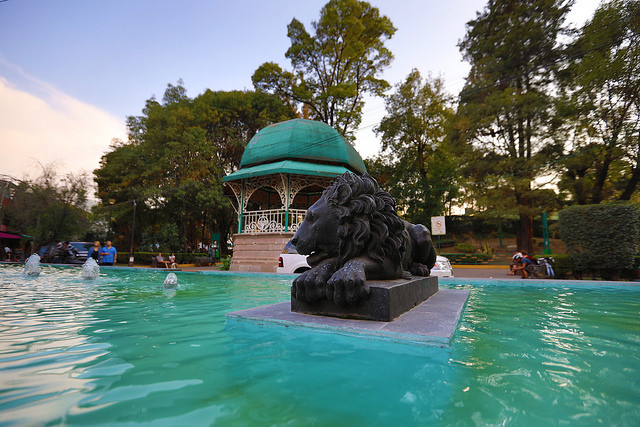
Parc Mariscal Sucre, avec la Fontaine des lions et le Kiosque français de style Art nouveau, qui date du premier quart du XXe siècle.

Dans les années 1960, la région était déjà complètement urbanisée, de même que plusieurs colonies adjacentes de profil et de statut socio-économique similaires, ce qui favorisait le développement commercial de toute la région. Deux exemples remarquables ont été l'inauguration en 1962 du grand magasin Liverpool Insurgentes, situé sur l'Avenida Insurgentes Sur et dans la Calle Parroquia et son expansion ultérieure a donné naissance au les Galerías Insurgentes (en).
En 1978, la construction des soi-disant axes routiers (avenues larges et longues conçues pour céder le passage au trafic automobile croissant de la ville) a radicalement transformé, de manière définitive, la physionomie du quartier. Plusieurs de ses rues principales, jusque-là calmes, ont été étendues et ses arêtes ont été enlevées et recouvertes d'asphalte, laissant ainsi la place aux axes routiers.
Compte tenu de ces changements, ainsi que du changement générationnel de nombreuses familles et de l’augmentation de la valeur des propriétés, un déplacement important de la population a été observé à Colonia Del Valle; nombre de ses habitants se sont installés dans des quartiers plus calmes de la ville et ont entamé un processus de reconversion de l'utilisation des terres, de sorte qu'un grand nombre de ses demeures ont été remplacées par des immeubles d'appartements ou des ensembles de maisons, ou sont devenues Les bureaux, les restaurants, les magasins, les écoles et les maisons privées ont pratiquement disparu de l’Avenida Insurgentes.

### Fin du siècle à nos jours

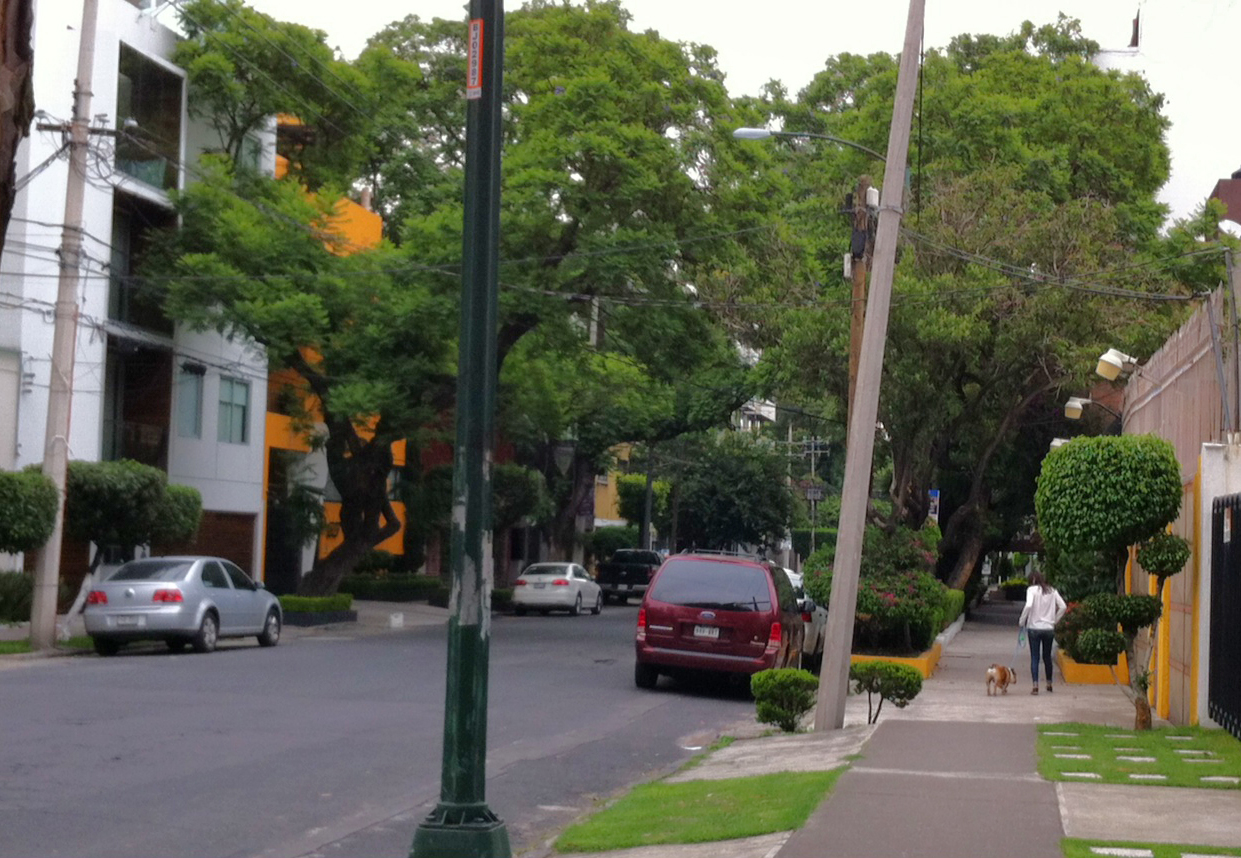
Une rue contemporaine de Colonia Del Valle, 2014.

La transformation qui a débuté dans les années 1980 et 1990 n’a pas cessé. Son emplacement désormais central et le fait qu’il dispose de canaux de communication lui permettant de se déplacer rapidement et facilement vers de nombreux endroits de la ville, tout cela associé à la possibilité de disposer de toutes sortes de services à sa portée, ont favorisé le maintien de Colonia Del Valle. une zone résidentielle pour les couches sociales de haut niveau (qui, à son tour, encourage la construction de plusieurs bâtiments et de bâtiments privés). Et, en ce qui concerne les activités commerciales, les principaux de la colonie abritent de plus en plus d'immeubles de bureaux et de centres commerciaux.
Malgré cela, il y a encore beaucoup de ses vieilles maisons et manoirs, et l’air résidentiel réside dans certaines zones de la colonie, en particulier dans la section Insurgentes San Borja, où l’action de voisinage a réussi à protéger de manière remarquable l’utilisation des terres, tellement chanceux qu'aucun bâtiment n'y ait été construit.

## Dans la culture
Le quartier Del Valle a été représenté ou a servi de décor à diverses productions cinématographiques, télévisuelles, radiophoniques ou littéraires, tant nationales qu'étrangères, dans les lieux, ainsi que dans ses rues et ses environs.

### Cinéma
- Pueblo de Tlacoquemecatl (2019), de Guadalupe Martínez Zepeda[5].
- Lo que quedó de Pancho (2004), d'Amir Galván.
- Y tu mamá también (2001), d'Alfonso Cuarón.
- Romeo + Juliet, de Baz Luhrmann, 1996.
- West Side Story (1961), de Robert Wise.
- El joven del carrito (1959), de René Cardona.
- ¿Adónde van nuestros hijos? (1956), de Benito Alazraki.
- Maldita ciudad (1954), d'Ismael Rodríguez.
- Los Fernández de Peralvillo (1953), d'Alejandro Galindo.
- On a volé un tram (1953), de Luis Buñuel.
- Salón de belleza (1951), de José Díaz Morales, avec Rita Macedo.

### Radio
- Porfirio Díaz, una calle de la colonia Del Valle (2016), México lindo y querido, Instituto Morelense de Radio y Televisión.

### Littérature
- La Colonia Del Valle, 100 años, Editorial Algarabía, Ciudad de México, 2008[6].

## Sources
1. ↑  « ciudadmexico.com.mx/zonas/colo… »(Archive.org • Wikiwix • Archive.is • Google • Que faire ?).
2. ↑  (es) « Conoce tu Delegación », sur delegacionBenitoJuarez.gob.mx.
3. ↑  (es) Personalidades de las calles de la Colonia Del Valle, México, D. F., Montepío Luz Saviñón, IAP y Ediciones ECA, SA de CV, 2012, 9 et suivantes
4. ↑  (es) « BJ, una Alcaldía… ¡de película! », sur libreenelsur.mx, 4 mars 2019 (consulté le 29 février 2024).
5. ↑  (es) « Pueblo de Tlacoquemecatl » [archive du 1er février 2022], sur cinetecanacional.net.
6. ↑  (es) « La colonia Del Valle », sur algarabia.com, 28 août 2014 (consulté le 29 février 2024).